# Antonio Perosa
Antônio de Pádua Perosa (Urupês, 14 de março de 1943, São Paulo — 16 de novembro de  2016) foi um político brasileiro. Exerceu o mandato de deputado federal constituinte em 1988.
Começou a estudar agronomia da Escola Superior de Agricultura Luís de Queirós, na cidade de Piracicaba, em São Paulo. Formou-se quatro anos depois, e em 1968 também se tornou engenheiro agrônomo no Instituto Nacional de Colonização e Reforma Agrária. Perosa assumiu a coordenação de projetos da Secretaria de Planejamento do Estado de São Paulo, onde ficou até 1976, ano em que se tornou chefe do Departamento de Estudos Econômicos da Ferrovia Paulista até 1980.
Seu início na política foi em 1986, ano em que disputou sua primeira eleição para deputado federal constituinte. Ele foi candidato do Partido do Movimento Democrático Brasileiro (PMDB) e assumiu no ano seguinte. Perosa contava com o apoio de fazendeiros, industriais e prefeitos, que foram beneficiados por estradas vicinais que foram construídas através de sua mediação.
Em 1988, António Perosa criou o primeiro destaque que visava suprimir a proibição na publicidade oficial, por acreditar que a lei era muito rígida, mas a retirou por determinação executiva do PSDB, partido em que se filiou no ano seguinte.
Antonio Perosa morreu dia 16 de novembro, quarta-feira, com 73 anos, internado para tratamento de câncer no Hospital Sírio-Libanês, em São Paulo.

## Atividades Parlamentares

### Assembleia Nacional Constituinte
- Titular na Subcomissão de Defesa do Estado, da Sociedade e de sua Segurança, da Comissão da Organização Eleitoral, Partidária e Garantia das Instituições (1987);[6]
- Suplente na Subcomissão da Questão Urbana e Transporte, da Comissão da Ordem Econômica (1987);[6]

### Câmara dos Deputados

#### Comissões Permanentes
- Membro da Comissão de Minas e Energia (1990);[6]
- Membro da Comissão Permanente dos Transportes (1990);[6]